# 제2차 세계 대전 중 독일군이 포로들에게 저지른 잔혹 행위

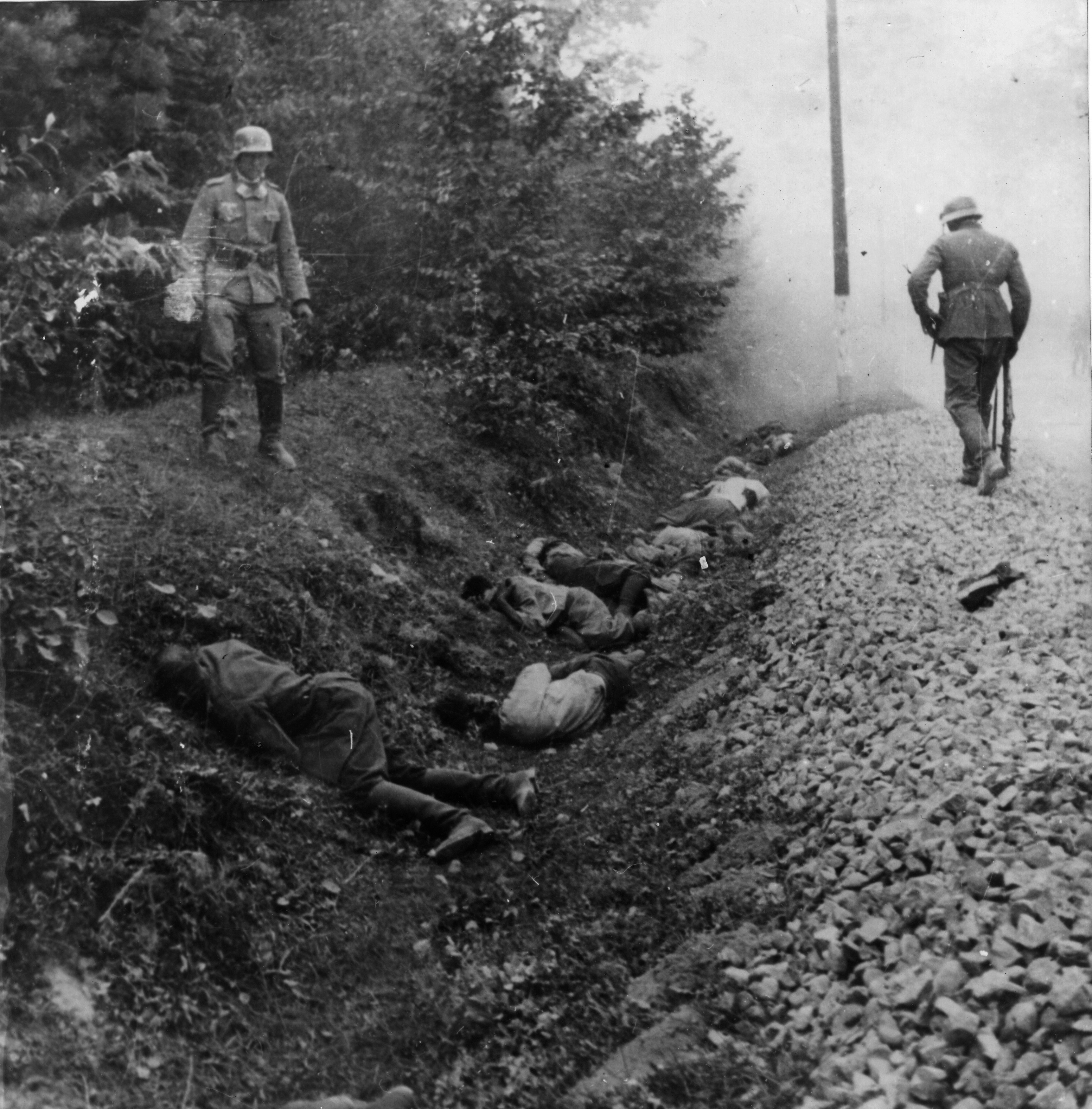
1939년 9월 9일 치에피엘로프에서 독일 제15기동보병연대 병사들에 의해 약 300명의 폴란드 포로가 처형되었다.

제2차 세계 대전 동안 나치 독일은 전쟁 포로들(POW)에 대해 많은 잔혹 행위를 저질렀다. 전쟁 초기 폴란드 침공에서 독일군의 학대와 전쟁 범죄가 시작되었으며, 수십 건의 사건에서 약 3,000명의 폴란드 포로가 살해된 것으로 추정된다. 독일군의 포로에 대한 처우는 국가에 따라 다양했으며, 일반적으로 독일군은 서방 연합국에 속한 포로들을 잘 대우한 반면, 동부 전선에서는 그 반대였다.
나치 독일에 의해 주로 독일군에 구금되어 있던 소련 포로들은 일상적으로 굶주리고 치명적인 상황에 처해졌다. 포로로 잡힌 약 600만 명 중 약 300만 명이 수감 기간 동안 사망했다. 이탈리아 포로들도 특히 독일의 잔혹 행위에 시달렸다.

## 폴란드 침공 (1939–)
제2차 세계 대전이 시작된 독일의 폴란드 침공 동안, 나치 독일은 폴란드 전쟁 포로들(POW)과 관련된 여러 잔혹 행위를 저질렀다. 폴란드 포로들에 대한 최초의 기록된 학살은 전쟁 첫날부터 일어났고,(p. 11) 다른 학살도 뒤따랐다. (예: 9월 5일의 세로크 학살).(p. 31) 그 기간 동안 독일군은 최소 3,000명의 폴란드 포로들을 대량 학살한 것으로 추정된다.(p. 121)(p. 241) 241명의 폴란드 포로들 중 가장 큰 잔혹 행위는 1939년 9월 8일 치에피엘로프 학살(~300명의 희생자)과 9월 13~14일 잠브로프 학살(~200명의 희생자)이다. 이러한 잔혹 행위의 대부분은 독일 국방군의 전쟁 범죄로 분류된다.
폴란드 포로 수용소의 포로들은 일시적이든 장기적이든 열악한 대우를 받아왔다. 밥 무어는 "[불쌍한] 상황 중 일부는 독일의 승리 속도와 적절한 준비 부족 때문일 수 있지만, 의도적으로 학대를 가했다는 것은 의심의 여지가 없다"고 언급했다.(p. 30) 포로 수용소의 폴란드 군인들은 서방 연합군보다 더 나쁜 대우를 받았다. 독일인들은 어떤 경우에는 폴란드가 더 이상 국가로서 존재하지 않으므로 폴란드 군인들이 포로 지위를 갖지 말아야 한다고 주장했지만, 일반적으로 폴란드 포로들은 법적 보호를 받았다. 그러나 홀로코스트의 서막에서 폴란드 군대와 함께 있는 유대인 병사들은 다양한 잔학 행위의 희생자가 될 가능성이 다른 사람들보다 높았다. 유대인 장교들만이 비교적 좋은 대우를 받았으며, 대부분의 입대 및 부사관 유대인 병사들은 홀로코스트에서 사망했다.(p. 301)나중에 1945년 초까지 지속된 독일의 폴란드 점령 기간 동안 포로로 잡힌 폴란드 저항군들은 독일군에 의해 일상적으로 처형되었다.

## 서부 전선 (1940–)
마찬가지로, 서방 전선에서 적대 행위가 증가하고 독일이 승리한 후, 독일군은 서부 연합군에 대한 여러 학살을 감행했다. 예를 들어 르 파라디스 학살(97명의 희생자)(pp. 24, 47–56) 또는 웜후드 학살(81명의 희생자)(pp. 56–63) 등이 있다. 독일의 인종 정책은 프랑스 식민지 출신 흑인 병사들(세네갈 식민군)을 특히 잔인하게 대우하게 만들었다. 이들 중 1,500명에서 3,000명은 항복 후  독일 국방군의 전쟁 범죄로 인해 사망한 것으로 추정되며, 종종 부아 데렌 학살이나 샤셀라이 학살과 같은 사건에서 발생했다. 생존자들은 비슷한 계급의 백인 병사들보다 훨씬 더 가혹하게 대우받았다. 마찬가지로, 영국 식민지 군대(대부분 북아프리카에서 포로로 잡힌)에 대한 나치의 대우는 유럽 군대보다 더 나빴다.(pp. 4, 13–14, 346)
국제 협약 위반으로 프랑스 전쟁 포로들은 마지노선에서 지뢰를 제거하는 임무를 맡았다. (전쟁이 끝난 후 많은 연합군 국가들이 독일 포로들을 같은 방식으로 고용하는 것을 정당화하는 데 사용되었다.)(p. 62) 생제니스-라발 학살(120명의 희생자)과 같은 사건에서 62명의 프랑스 저항군이 사망했다. 1944년 D-Day 이후 서부 전선에서 포로 학살이 다시 일어났다. 예를 들어 말메디 학살(84명의 희생자) 또는 노르망디 학살(156명의 희생자)이 있었다. 점령 직후 수백 명에서 천 명이 넘는 연합군 공군 병사들이 다양한 사고로 사망한 것으로 추정되며, 때로는 독일의 전략 폭격에 분노한 민간인들에 의해 살해되기도 했다. (예: 뤼셀하임 학살 참조) 이 밖에도 많은 다른 사람들이 학대를 받았다.(pp. 405)

## 동부 전선 (1941–1945)

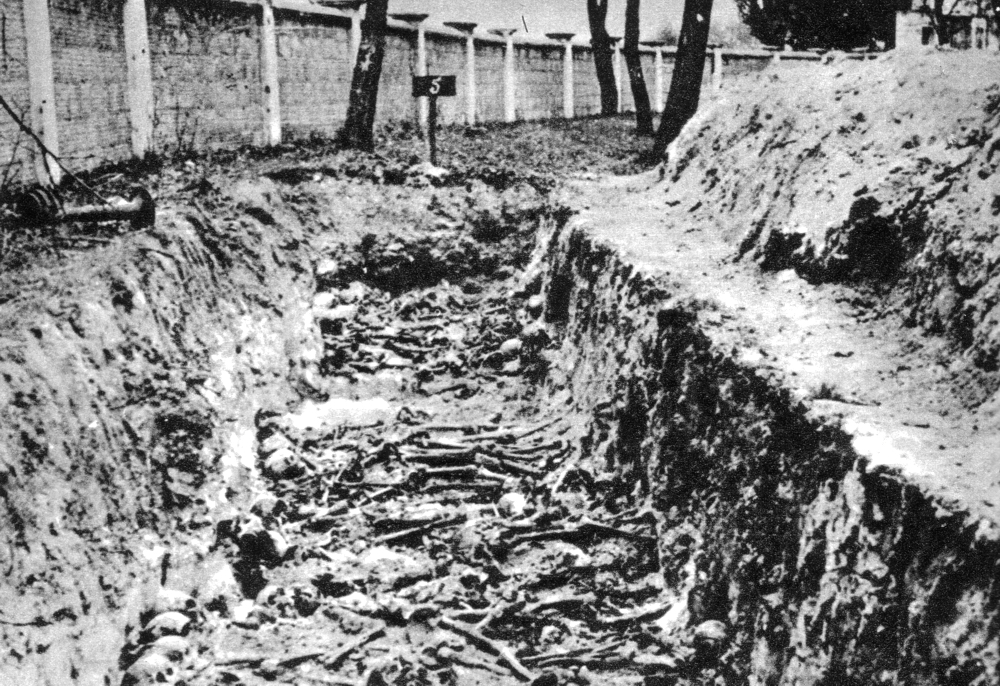
독일 점령 폴란드 드블린 요새의 스탈라그 307 수용소에 있는 소련 군인들의 집단 무덤

1941년 6월, 독일과 그 동맹국들은 소련을 침공하여 전쟁의 법과 관습을 완전히 무시한 채 절멸 전쟁을 벌였다. 침공 전 내려진 범죄 명령 중 하나는 포로로 잡힌 소련 위원들을 처형하라는 것이었다.(p. 79) 1941년 말까지 79명 이상의 소련 군인들이 포로로 잡혔으며, 대부분 독일군의 급속한 진격 과정에서 대규모 포위 작전을 벌였다.(p. 23) 1942년 초까지 그들 중 3분의 2가 굶주림, 노출, 질병으로 사망했다..(p. 230)(p. 154) 이는 역사상 모든 집단 학살 중 가장 높은 지속적인 사망률 중 하나이다.(pp. 226–227)
소련 유대인, 정치 지도원 및 기타 단체들이 체계적으로 처형 대상이 되었다.(p. 226)(p. 231) 더 많은 수감자가 부상을 입거나 병에 걸렸거나 강제 행군을 따라가지 못해 총에 맞았다.(p. 164)(p. 236) 다른 수감자들은 가혹한 강제 노동 조건에서 사망했다.(p. 213)(p. 202) 10만 명 이상의 수감자가 나치 강제 수용소로 이송되었으며,(p. 278) 대부분의 다른 수감자보다 더 나쁜 대우를 받았다.(p. 230)(p. 282) 소련 전쟁 포로 사망자는 "군사 역사상 가장 큰 범죄 중 하나"라고 불린다.(p. 568) 소련에서 온 전쟁 포로의 총 사망자 수는 다른 국적의 수감자 사망자 수를 크게 초과했다.(pp. 235–236)(p. 204) 약 330만 명의 소련 포로가 독일 관할 하에서 사망했다.(p. 80) 사망률을 고려할 때, 이는 43%에서 63%에 달하는 것으로 추정된다. 동부 전선에서 독일의 포로에 대한 범죄는 소련 군인에 대한 범죄에만 국한되지 않았다. 소련 지휘 아래 복무 중이던 폴란드 군인들도 여러 학살의 희생자가 되었으며, 1945년 가장 큰 잔학 행위는 포드가예 학살(~200명의 희생자)과 호르카 학살(~300명의 희생자)이었다.(p. 23)
문서화된 수많은 사례에서 포로로 잡힌 소련 군인들은 고문과 살해를 당했다. 그들은 붉은 다리미로 낙인찍혀 눈, 귀, 손, 손가락, 혀와 같은 신체 부위가 잘리고 배가 찢어지고 살아있는 동안 반복적으로 총검에 찔려 탱크에 묶여 찢어지고 화상을 입거나 산 채로 묻혔다.

## 특공대 명령 (1942-)
1942년 10월 18일, 독일군의 최고 지휘관인 OKW에 의해 특공대 명령이 내려졌다. 이 명령은 유럽과 아프리카에서 포로로 잡힌 모든 연합군 특공대원들이 적절한 제복을 입거나 항복을 시도하더라도 재판 없이 즉결 처형되어야 한다고 명시했다.(pp. 79–80) 이 명령의 결과로 수십 명의 연합군 특수부대 병사들이 처형되었다.

## 이탈리아(1943–)

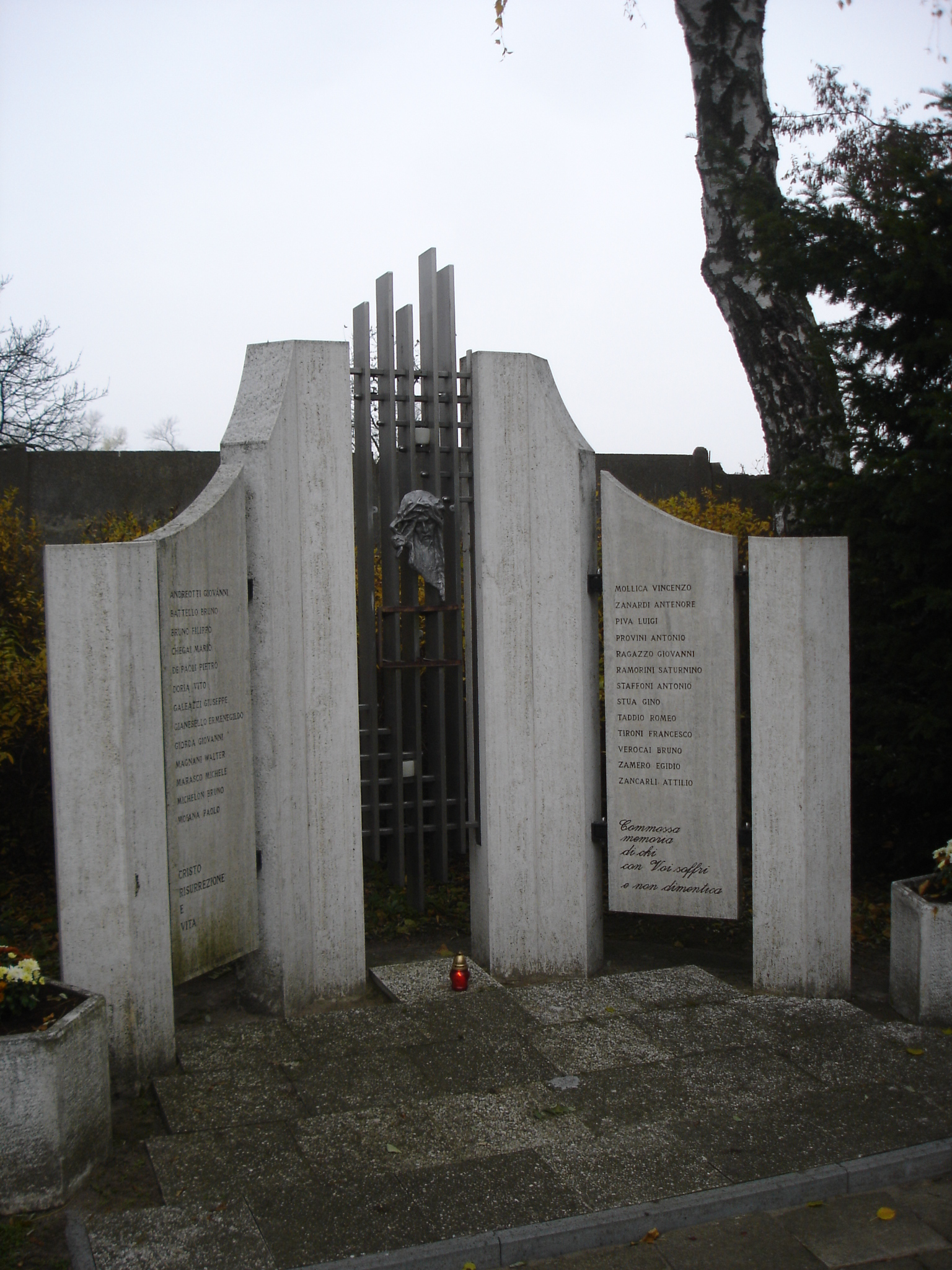
폴란드 스타르가르트의 슈탈라그 II-D 수용소에서 사망한 이탈리아 포로들을 기리는 기념비

제2차 세계 대전 직후(1943년 9월 8일) 이탈리아와 연합군 간의 휴전 기간 동안, 대부분의 이탈리아 군대는 전쟁에 참여하기를 거부했고 이후 독일군에 의해 억류되었다. 이탈리아의 항복 이후 약 100만 명이 독일군에 의해 억류되었다.(p. 146) 일부는 독일군에 의해 자행된 대량 처형과 학살의 희생자였다.(pp. 311, 323)(p. 197) 일부는 가혹한 강제 노동에 처해지거나 나치 강제 수용소로 보내지기도 했다.(pp. 311, 323) 다른 일부는 수용소에 억류되어 독일 포로 중 두 번째로 높은 사망률(6~7%)을 겪었다.(pp. 235–236) 일부 병사들은 포로 수용소에 도착하기 전에 살해당했으며, 예를 들어 아퀴 사단 학살의 희생자 5,000명이 포함된다.(p. 750)(p. 202)(p. 196)

## 행진 (1945)

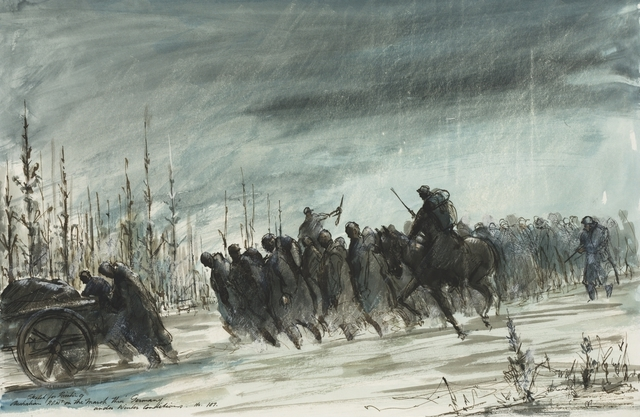
1944-45년 겨울 동안 독일을 행진하는 호주 포로들의 그림

"행진"은 유럽에서 제2차 세계 대전의 마지막 단계에서 독일군이 후퇴하여 연합군(주로 소련)의 포로 탈환을 막으려 할 때 독일군이 통제하에 있는 전쟁 포로들에게 강제로 행해진 일련의 강제 행군을 의미한다.:40–42 이 사건 동안 수천 명으로 추정되는 많은 포로들이 사망했다.(p. 70) 정확한 숫자는 알려지지 않았으며, 대략적인 추정치조차도 다를 수 있다.(pp. 445)

## 포로 수용소

### 강제 노동
전쟁이 계속됨에 따라 독일은 국제 조약을 위반했음에도 불구하고 강제 노동을 위해 포로들을 점점 더 많이 사용했다.(p. 166) 이는 특히 미국과 영국 연방 이외의 국가에서 온 포로들에게 영향을 미쳤으며, 일반적으로 수용소에서 더 가혹한 대우를 받았다. 독일인이 점령한 지역 출신의 많은 하급 포로들(예: 폴란드,(pp. 38–40) 소련, 유고슬라비아, 프랑스(p. 65) 및 이후 이탈리아 군인들)은 포로 수용소에서 석방된 후 즉시 독일 당국과 노동 계약을 체결해야 했다. 이들은 기술적으로 국제 조약을 위반하지 않았으며, 이는 당시 더 이상 포로가 아니었기 때문이다.(pp. 38–40) 1944년에는 약 200만 명의 전쟁 포로들이 독일에서 강제 노동자로 일했다.

### 포로 수용소의 사망률
독일 수용소의 포로 사망률은 소련 포로 사망률이 매우 높은 것 외에도 그룹에 따라 1~6%를 기록했다. 게를라흐는 영국과 미국 포로의 경우 약 1%, 프랑스 포로의 경우 1~2.8%, 벨기에인의 경우 2~2.5%, 네덜란드인의 경우 2~3%, 폴란드인의 경우 2~4%, 유고슬라비아인의 경우 3~6%, 이탈리아인의 경우 6~7%로 추정하고 있다.(pp. 235–236)
홀로코스트로 인해 다양한 군대에서 복무한 유대인들의 상황은 특히 어려웠다.(pp. 297–303) 그러나 유대인들은 독일인들로부터 비 유대인보다 더 많은 학대를 받았지만, 그들의 운명은 일반적으로 그들이 속한 국가와 군대에 묶여 있었다.(pp. 297–303) 무어는 "동부 전선에서 유대인 전쟁 포로에 대한 대우는 비유대인들에게 제공된 대우보다 훨씬 더 극단적이었다"고 언급했다.(pp. 297–303) 폴란드 군대에서 복무한 장교가 아닌 유대인들은 일반 대중에게 석방되어 민간인과 함께 사망했다.(pp. 297–303) 그러나 서방 연합군의 군대와 폴란드 군대의 유대인 장교들에게 복무한 대부분의 유대인들은 경미한 차별을 겪었을 뿐이며, 그들의 상황은 영국, 프랑스 또는 미국 군대의 신사적인 유대인들과 비교적 비슷했다.(pp. 297–303)

### 포로 수용소에서의 처형

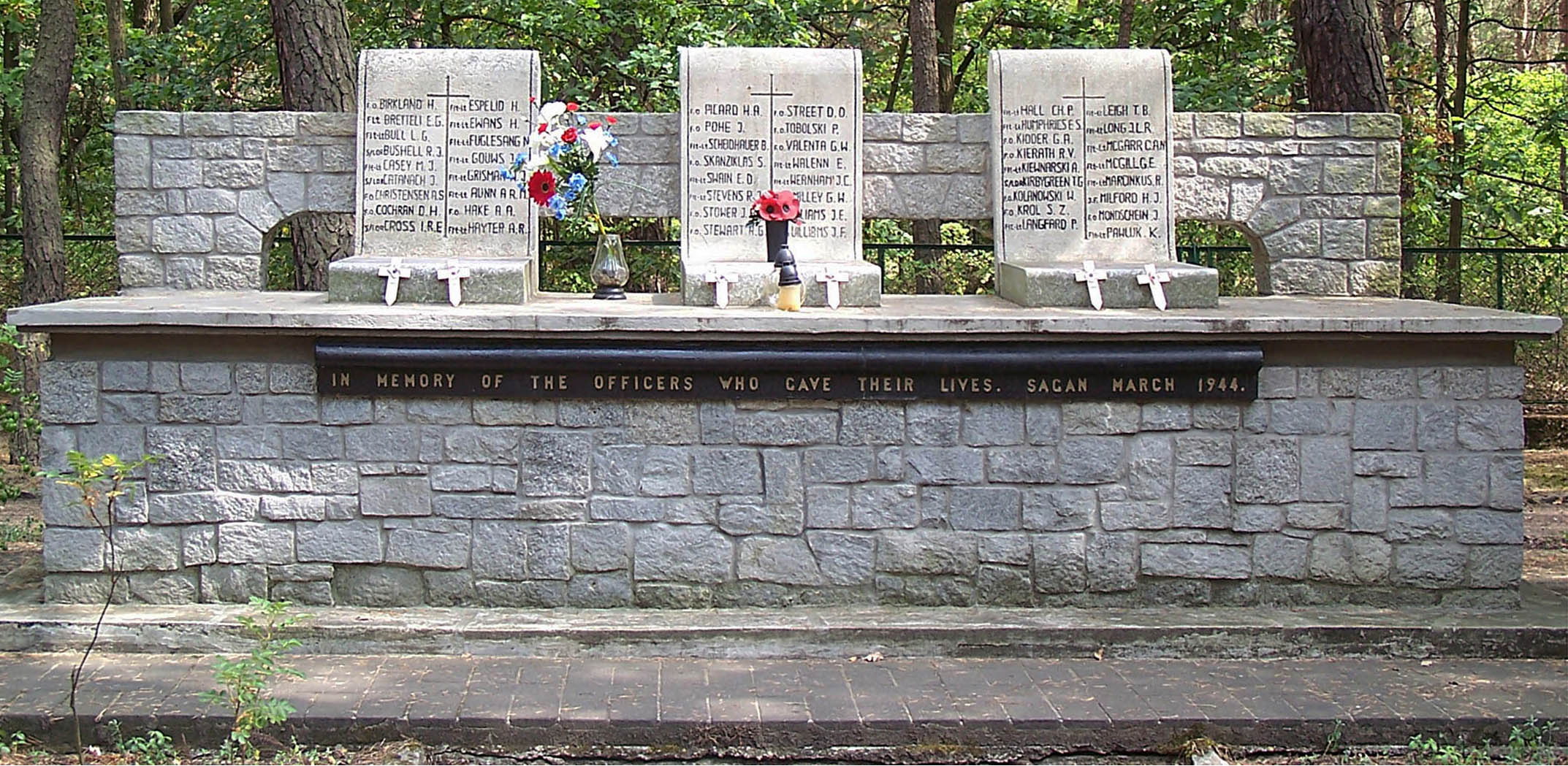
"대탈출" 이후 처형된 연합군 공군 병사들을 기리는 기념비, 폴란드 자간

여러 사례에서 포로 수용소에 수감된 포로들은 여러 가지 이유로 처형되었는데, 이는 이후 조사에서 전쟁 범죄로 간주되었다. 이 중 가장 악명 높은 사건은 1944년 3월 25일에 발생한 슈탈라그 루프트 3호 살인 사건으로, 대부분 실패한 포로들의 "대탈출" 이후에 발생했다.:261 그 중 50명은 처벌로 처형되었다. 비슷한 사건은 1943년 오플라그 6-B 탈출 시도에서 실패한 후 다시 체포되어 처형된 수십 명의 폴란드 장교들과 관련이 있었다.(p. 36)
이러한 사건들 중 일부는 1944년에 게슈타포의 수장 하인리히 뮐러가 발표한 비밀 법령인 악티온 쿠겔에 기인한다. 이 법령은 영국군이나 미국군을 제외한 포로 수용소에서 재탈환된 모든 피난민을 마우트하우젠 강제 수용소로 데려가 처형하도록 규정하고 있다.(pp. 163, 296–297)(pp. 15) 이 법령의 결과로 최대 5,000명의 연합군 포로가 사망했을 것으로 추정된다.(pp. 253)

## 여파
전쟁이 진행 중이던 소련에서 전쟁 포로에 대한 범죄 혐의로 기소된 독일인들에 대한 첫 재판이 열렸다. 한편 서방 동맹국들은 여전히 유엔 전범 위원회(UNWCC)를 통해 정보를 수집하고 있었다.(pp. 10–11) 또한 1945년 8월 말까지 파리에는 모든 기소된 나치 전범을 위한전범 및 보안 용의자 중앙 등록소(CROWCASS)가 설립되었다.(pp. 456) 1947년까지 60,000명 이상의 용의자를 등록했으며, 기소된 사람은 극히 일부에 불과했다.(p. 109)
제2차 세계 대전 직후, 뉘른베르크 재판(특히 국방군최고사령부 재판 중)에서 수많은 독일군의 전쟁 포로에 대한 범죄가 전쟁법(특히 제네바와 헤이그 협약)을 직접 위반한 것으로 밝혀졌다.(pp. 61, 78–85, 144–145) 그 재판에서 재판을 받은 거의 모든 독일군 고위 지휘관들은 포로에 대한 범죄로 유죄 판결을 받았다.(pp. 150–153) 재판에도 불구하고 독일 국민들은 정규군(독일 국방군)이 저지른 전쟁 범죄에 대한 인식을 90년대 후반까지 형성하지 못했다. (국방군 무오설 참조)(pp. 197–198)

## 역사 편찬
독일은 1929년 제네바 전쟁 포로 협약에 서명했다.(pp. 4–5) 그러나 많은 학자들은 독일이 제네바 협약을 잘 따르지 않았다고 지적했다. 이 주제를 연구한 최초의 역사학자 중 한 명인 시몬 다트너는 1960년대에 "제2차 세계 대전 동안 독일은 전쟁 포로에 관한 규정을 포함한 모든 국제법 규칙을 짓밟았다"고 결론지었다.(pp. xv–xvi) 찰스 롤링스는 추축국 뿐만 아니라 소련도 특히 동부 전선에서 [제네바] 조항을 "대략 또는 그 이하로 무시했다"고 언급했다.(pp. 4–5) 헨리크 토미첵은 "독일은 제네바 원칙을 조작하여 종종 이를 위반했다"고 썼다. 바실리스 부어쿠티오티스는 독일 최고사령부가 포로들에게 충분한 식량 배급을 제공하지 않는 등 제네바 협약을 의식적으로 준수하지 않기로 결정했다고 언급했다. 사이먼 맥켄지는 특히 비앵글로폰 포로 강제 노동의 맥락에서 독일에서 "제네바 협약의 특정 조항이 정기적으로 위반되고 있다"고 지적했다.
밥 무어는 폴란드 포로들에 대한 독일의 잔학 행위와 관련하여 다양한 사건의 수와 범위가 "적어도 독일군이 제네바 협정이 자신들에게 적합하지 않을 경우 이를 거의 고려하지 않았다는 것을 시사한다"고 썼다. 이후 폴란드 포로들의 수용소 상태는 협정에서 규정한 것보다 열등하다고 지적했다.(pp. 30, 33) 그는 또한 독일의 잔혹 행위가 "많은 사건이 며칠, 때로는 몇 시간 내에 발생했기 때문에 근접 전투에 장기간 노출되어 적대 행위가 시작되었기 때문에 잔혹화된 것으로 볼 수 없다"고 관찰했다.(p. 32) 알렉산더 B. 로시노는 폴란드 캠페인의 맥락에서도 독일인들이 제네바 협정을 존중할 것으로 예상된다고 언급했다. "그러나 [폴란드] 캠페인 동안 독일군은 폴란드 군인들이 자신들의 손에 들어왔을 때 이러한 규칙과 규정을 자주 간과하거나 무시했다. 국제 법적 제약과 군대의 자체 규정에도 불구하고, 모든 독일 군인들이 알고 있던 전쟁 포로들은 폴란드 전쟁이 벌어진 날 매일 무자비하게 총살당하고, 굶주리고, 구타당하고, 학대당했다."(pp. 179-185)
반면에 게를라흐는 "독일 군대는 주로 국제 전쟁법에 따라 소련 출신을 제외한 포로들을 대우했다"고 썼다.(pp. 235–236) 히틀러와 괴벨스 같은 그의 가까운 동료들은 독일 군대의 전통적인 장교들보다 제네바 협약에 더 비판적이었다. 여러 경우에서 히틀러는 제네바 협약을 포기해야 한다고 주장했지만(특히 특공대와 공군 장교의 경우), 다른 사람들에 의해 자신의 주장이 비난받거나 조용히 무시당했다. 독일군은 연합군의 손에 있는 독일 포로들에 대한 보복에 대한 두려움으로 인해 이를 자제하는 데 상당한 동기를 부여받았다.

## 같이 보기
- 제2차 세계대전 포로들(영어판)
- 제2차 세계대전 중 소련군이 포로들에게 저지른 잔혹 행위(영어판)